# Ángel Bossio
Ángel Bossio (* 5. Mai 1905 in Avellaneda oder Buenos Aires; † 31. August 1978 ebendort), mit vollem Namen Ángel Fernando Bossio Garcilández, war ein argentinischer Fußballspieler auf der Position des Torwarts. Seine Zeitgenossen nannten ihn ob seiner Geschmeidigkeit la maravilla elástica, „das elastische Wunder“.

## Spielerkarriere

### Verein
Auf Vereinsebene spielte der 176 cm große Bossio zunächst bei CA Talleres im Bonarenser Vorort Remedios de Escalada. Mit dem Klub stieg er 1925 in die erste Liga auf. 1930 erreichte er mit CA Talleres mit Platz 5 die beste Platzierung der Vereinsgeschichte. 1931 gehört Talleres zu den Gründungsmitgliedern der ersten Profiliga Argentiniens, war aber dort zumeist in den unteren Gefilden der Tabelle anzutreffen.
1933 schloss sich Bossio dem Spitzenverein River Plate an und verblieb dort für drei Spielzeiten. 1937 wechselte er zurück zu CA Talleres, wo er seine aktive Karriere im Jahr darauf beendete.

### Nationalmannschaft
1927 stand Bossio zum ersten Mal bei der Argentinischen Fußballnationalmannschaft im Tor, mit der er in den Folgejahren eine erfolgreiche Zeit erlebte. 1927 in Peru und 1929 zu Hause in Argentinien gewann er mit La Albiceleste jeweils die Copa América.
Beim olympischen Fußballturnier von 1928 in Amsterdam, das damals in Bedeutung einer Fußballweltmeisterschaft gleichgestellt war, gewann er die Silbermedaille. Nachdem Argentinien im Finale gegen die in jener Ära führende Nationalmannschaft von Uruguay zunächst ein 1:1-Unentschieden erreicht hatte, gab es im Wiederholungsspiel im Olympiastadion von Amsterdam eine 1:2-Niederlage. Seine bekanntesten Mannschaftskameraden waren dabei Ludovico Bidoglio, Fernando Paternóster, Raimundo Orsi und Domingo Tarascone, mit 11 Treffern Torschützenkönig des Turnieres. Im Team Uruguays zählten José Andrade, Pedro Cea und Héctor Scarone, damals von vielen als der beste Spieler der Welt angesehen, zu den herausragenden Akteuren.
Bei der Erstaustragung einer Fußball-Weltmeisterschaft 1930 in Uruguay stand er für Argentinien in den Gruppenspielen im Tor. Im weiteren Verlauf des Turnieres wurde aber Juan Botasso von Argentino de Quilmes der Vorzug gegeben. Argentinien gelang auch bei diesem Turnier der Einzug ins Finale gegen Uruguay, wo man den Gastgebern im Estadio Centenario diesmal aber mit 2:4 unterlag. Bossios Mannschaftskamerad Guillermo Stábile wurde bei dieser Weltmeisterschaft mit acht Treffern Torschützenkönig.
1935 bestritt er sein 21. und letztes Länderspiel für Argentinien.

## Erfolge
- Copa América: 1927, 1929
- Olympische Spiele: Silbermedaille 1928
- Fußball-Weltmeisterschaft: Finalist 1930